# Турчин, Пётр Валентинович
Пётр Валентинович Турчин (англ. Peter Turchin; род. 22 мая 1957, Обнинск, Калужская область, СССР) — российско-американский учёный, биолог, специалист в области популяционной динамики и математического моделирования исторической динамики (клиометрии и клиодинамики; именно им же впервые предложено последнее понятие). Внёс вклад в разработку математических моделей социально-демографических циклов.
Доктор философии, профессор Коннектикутского университета, вице-президент Эволюционного института. Руководил несколькими крупными экологическими проектами.

## Биография

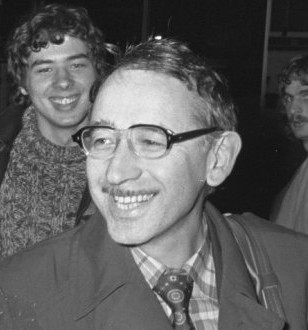
Пётр за спиной у отца В. Ф. Турчина (1977)

В 1975—1977 годах обучался на биологическом факультете МГУ. В 1977 году эмигрировал из страны вместе с отцом, правозащитником В. Ф. Турчиным. В 1980 году окончил с отличием (cum laude) Нью-Йоркский университет, получив степень бакалавра по биологии. В 1985 году получил степень доктора философии по зоологии в Университете Дьюка.
В настоящее время работает профессором на факультете экологии и эволюционной биологии и адъюнкт-профессором на факультете математики Университета Коннектикута. Исследователь Института Санта-Фе.
Сооснователь в 2010 году, вместе с двумя антропологами из Оксфордского университета Харви Уайтхаусом и Pieter François, базы данных Seshat: Global History Databank, коллекции исторических и археологических данных со всего мира (названа в честь богини Сешат). Положительно оценивал которую д-р Г. Фейнман.
Одобрял исследовательскую деятельность П. В. Турчина проф. Питер Ричерсон. Как отмечает Андрей Витальевич Коротаев: «Применение математического моделирования к анализу исторических процессов имеет довольно заметную историю. Особенно значительный вклад внес американский ученый российского происхождения Петр Турчин, который предложил особый термин для этого направления — „клиодинамика“». Как отмечает Laura Spinney в New Scientist (2018): «Турчин был популяционным биологом, изучающим циклы взлетов и падений у хищников и [их] жертв, когда понял, что уравнения, которые он использовал, могут также описывать взлет и падение древних цивилизаций».
В 2010 году П. В. Турчин опубликовал в журнале Nature письмо, в котором оспаривал прогнозы о благополучном будущем, предрекая большую политическую нестабильность в США и Великобритании, могущую даже привести к их коллапсу.

## Основные работы
Автор более 270 научных трудов. Публиковался в Science и Nature, PNAS.

### На русском языке
- Долгосрочные колебания численности населения в исторических обществах (перевод статьи в The Year in Ecology and Conservation Biology, 2009)
- Историческая динамика: На пути к теоретической истории. — М.: УРСС, 2008. (Серия «Синергетика: от прошлого к будущему»)
- Математическое моделирование исторических процессов // История и Математика. — М.: «ЛКИ», 2008. ISBN 978-5-382-00950-6 (в соавт.).
- Перспективы математической истории. Существует ли качественное различие между исторической и естественными науками? // История и Математика: Концептуальное пространство и направления поиска. Ред. П. В. Турчин, Л. Е. Гринин, С. Ю. Малков, А. В. Коротаев. — М.: «ЛКИ», «URSS», 2007. — С. 8—18.
- Опыт моделирования демографически-структурных циклов // История и Математика: Макроисторическая динамика общества и государства. Ред. А. В. Коротаев, С. Ю. Малков, Л. Е. Гринин. — М.: «КомКнига», «УРСС», 2007. — С. 153—167. ISBN 978-5-484-01009-7 (совм. с С. А. Нефёдовым).
- Историческая динамика. — М.: «УРСС», 2007.
- Историческая динамика. На пути к теоретической истории. М.: Карьера ЛКИ, 2010. С. 368. (Рец.)

### Книги
- Turchin, Peter. Figuring Out the Past; The 3,495 Vital Statistics that Explain World History / Peter Turchin, Daniel Hoyer. — Profile Books, 2020. — ISBN 9781541762688.
- Turchin, Peter (2016), Ages of Discord; A Structural-demographic Analysis of American History, Beresta Books, ISBN 978-0996139540, Дата обращения: 22 ноября 2020
- Turchin, P. (2016), Ultrasociety: How 10,000 Years of War Made Humans the Greatest Cooperators on Earth, Beresta Books, ISBN 978-0996139519
- Turchin, P. and Nefedov S. Secular Cycles. — Princeton, NJ: «Princeton University Press», 2009. {Высоко оценил ее Джек Голдстоун[17].}
- Turchin, P., et al., eds. 2007. History & Mathematics: Historical Dynamics and Development of Complex Societies. — Moscow: «KomKniga». ISBN 5-484-01002-0.
- Turchin, P. War and Peace and War: The Life Cycles of Imperial Nations. — New York: «Pi Press», 2006.
- Turchin, P. Historical Dynamics: Why States Rise and Fall. — Princeton, NJ: «Princeton University Press», 2003.
- Turchin, P. Complex Population Dynamics: a Theoretical/Empirical Synthesis. — Princeton, NJ: «Princeton University Press», 2003.
- Turchin, P. Quantitative Analysis of Movement: measuring and modeling population redistribution in plants and animals. — Sunderland, MA: «Sinauer Associates», 1998.
- Turchin, P. End Times: Elites, Counter-Elites, and the Path of Political Disintegration. — Penguin Press, 2023.

### Избранные статьи
- Whitehouse, H.; François, P.; Savage, P.; Currie, T.; Feeney, K.; Cioni, E.; Purcell, R.; Ross, R.; Larson, J.; Baines, J.; Ter Haar, B.; Covey, A.; Turchin, P. (2019). Complex societies precede moralizing gods throughout world history. Nature. 568 (7751): 226–229. Bibcode:2019Natur.568..226W. doi:10.1038/s41586-019-1043-4. hdl:10871/36936. PMID 30894750. S2CID 84186554.
- Turchin, P.; Currie, T.E.; Turner, E.A.; Gavrilets, S. (2013). War, space, and the evolution of Old World complex societies. Proc Natl Acad Sci U S A. 110 (41): 16384–9. Bibcode:2013PNAS..11016384T. doi:10.1073/pnas.1308825110. PMC 3799307. PMID 24062433.
- Turchin, P.; Scheidel, W. (2009), Coin Hoards Speak of Population Declines in Ancient Rome (PDF), PNAS, 106 (4): 17276–17279, Bibcode:2009PNAS..10617276T, doi:10.1073/pnas.0904576106, PMC 2762679, PMID 19805043, Архивировано из оригинала (PDF) 12 октября 2013
- Turchin, P. (2009), Long-term population cycles in human societies (PDF), in Ostfeld, R. S.; Schlesinger, W. H. (eds.), The Year in Ecology and Conservation Biology, 2009, pp. 1–17, Архивировано (PDF) 21 июля 2011
- Turchin P. (2006). Population Dynamics and Internal Warfare: A Reconsideration. Social Evolution & History 5(2): 112—147 (with Andrey Korotayev).
- Burtsev, M.; Turchin, P. (2006), Evolution of cooperative strategies from first principles, Nature, 440 (7087): 1041–1044, Bibcode:2006Natur.440.1041B, doi:10.1038/nature04470, PMID 16625195, S2CID 4340926
- Turchin, P.; Oksanen, L.; Ekerholm, P.; Oksanen, T. & Henttonen, H. (2000), Are lemmings prey or predators?, Nature, 405 (6786): 562–565, Bibcode:2000Natur.405..562T, doi:10.1038/35014595, PMID 10850713, S2CID 1945851
- Turchin, P.; Taylor, A. D. & Reeve, J. D. (1999), Dynamical role of predators in population cycles of a forest insect: an experimental test, Science, 285 (5430): 1068–1071, doi:10.1126/science.285.5430.1068, PMID 10446053

## Цитаты
- Главное в науке не прогноз, а понимание процессов и причинно-следственных связей (а прогноз играет вспомогательную роль — в проверке гипотез)[18].
- В России социальные преобразования в 90-е годы обернулись миллионами покалеченных жизней[19].
- Всем нам, выросшим в эпоху могучей Американской империи, трудно себе представить, что она может коллапсировать. Тем не менее нужно быть готовым и к такому варианту будущего[18].